# دودي بيلامي
دودي بيلامي (بالإنجليزية: Dodie Bellamy)‏ (1951 في الولايات المتحدة)؛ محررة، صحفية وروائية أمريكية. درست في جامعة إنديانا.